# László Stirling
László Stirling (szentgyörgyvári), madžarski feldmaršal, * 1889, † 1969.